# Nintendo hard
Nintendo hard — это неофициальный термин, используемый чтобы описать необычайно высокую сложность в видеоиграх. Обычно он используется для игр, в основе геймплея которых лежит метод проб и ошибок, либо для игр с ограниченными, либо вовсе отсутствующими сохранениями. Термин в текущем виде произошёл от игр Nintendo Entertainment System, выходивших с середины 1980-х по начало 1990-х годов, таких как Ghosts 'n Goblins, Contra, Ninja Gaiden, Battletoads.

## История
На сложность большинства игр NES, прозванной Nintendo Hard, повлияли аркадные игры середины 1980-х. В те годы игроки вставляли большое число монет в автоматы в попытках пройти до боли сложные, но в тоже время очень увлекательные игры. Помимо этого, сложность таких игр также объясняется аппаратными ограничениями, влияющими на игровой процесс. Бывший президент Nintendo Сатору Ивата рассказал в интервью о том, как создавались игры для NES: «каждый, кто был вовлечён в разработку игр, проводил целые ночи играя в них, и поскольку они делали игры, они легко проходили их. И эти опытные игроки делали игры, говоря: „слишком легко“». Кроме того, Дамиано Герли из Ars Technica заметил, что сверхсложность позволяла играм с небольшим контентом (с точки зрения количества уровней или врагов) обеспечивать длительный геймплей. Этот специфичный метод увеличения продолжительности игр также использовался для борьбы с арендой видеоигр. Некоторые игры делались сложнее чтобы не дать пройти их за период аренды, что могло прибавить продажи.
Число нынешних игр, считающихся Nintendo hard, значительно сократилось с началом 16-битного поколения игровых систем. По мнению Майкла Энгера, такие инди-игры, как I Wanna Be the Guy и Super Meat Boy являются явной «данью уважения» играм Nintendo hard эпохи NES, получивших название masocore.

## Анализ
Аркадные конверсии и 2D-платформеры часто называют Nintendo hard. Houston Press описала эпоху Nintendo hard игр, как период когда игры «всегда ощущались так, будто они нас ненавидели за то, что мы в них играли». Журналист GamesRadar Максвелл МакГи отметил разнообразие типов игр Nintendo hard в библиотеке NES: «игра может быть сложной, потому что она действительно сложная, или потому что требует пройти её за один присест. Она может засорять игровое поле шипами и бездонными ямами... или может быть настолько безнадёжно тупой, что вы без понятия как продвигаться дальше». Он также написал, что некоторые игры NES, среди которых Yo! Noid, Silver Surfer и Teenage Mutant Ninja Turtles получили титул Nintendo hard по «совершенно неправильным причинам». Журналист Майкл Энгер считает, что Nintendo hard это не игры, чья сложность достигается плохим геймдизайном, а хорошо сделанные игры которые можно пройти, но с огромным трудом.

## Примеры
Следующие игры, по версии GamesRadar, являются определяющими для термина Nintendo hard:
- Battletoads — отмечается, что начало игры достаточно «невинное», но третий этап описывается как «это, кажется, бесконечная вереница препятствий, требующая точности и расчётов до долей секунды. Количество тренировок и повторений для полного освоения этого раздела астрономическое, и с этого момента игра становиться только сложнее». Указывается, что именно это игра лучше всего описывает термин Nintendo hard;
- Bionic Commando — по сравнению с типичными для тех лет 2D-платформерами, в этой игре протагонист не умеет прыгать; вместо этого он имеет руку-кошку, позволяющую раскачиваться, подниматься и иным способом маневрировать на уровнях. По словам журналиста, потребуется время чтобы привыкнуть к геймплею игры, а по ходу прохождения требуется совершать всё более и более сложные манёвры.
- Blaster Master — приключенческая игра, в которой игрок исследует подземный мир на танке, из которого способен выходить, и должен победить 8 боссов. Журналист отмечает, что в игре легко заблудиться и из-за отсутствия функции сохранения игру нужно проходить очень осторожно, чтобы добраться до финала.
- Castlevania — обозреватель сравнивает игру с серией игр Dark Souls; отмечается, что каждое действие должно быть хорошо обдуманно, и если рядовые противники не доставят серьёзных проблем, то боссы, подобно Souls-играм, «выводят эту игру в стратосферу сложности».
- Contra — отмечается, что игра посылает против игрока «бесконечные потоки пуль и бездонных ям» и смерть наступает от всего одного попадания. Но игру значительно облегчает код Konami, но и с ним прохождение игры потребует много тренировок.
- Final Fantasy — по сравнению с остальными играми из списка, эта не требует быстрой реакции или расчёта таймингов и даже имеет возможность сохранения. Но по мнению журналиста, сложность достигается «отсутствием многих современных удобств», к которым он причисляет подробные показатели и счётчики.
- Super Mario Bros.: The Lost Levels — игра названа самой сложной в серии игр Super Mario. Отмечается значительно усложнённые левел-дизайн по сравнению с оригиналом и более непростительные ловушки: «теперь, я могу понять ядовитые грибы, невидимые блоки и переизбыток Hammer Bros. Но эта игра зашла так далеко, что имеет секретные трубы, ведущие обратно в начало игры. Я имею в виду, больше нет ничего святого?»
- Mega Man — отмечаются непростые проваливающиеся платформы на уровне Guts Man и исчезающие блоки на Ice Man, но главной сложностью игры называется босс «Жёлтый Дьявол» (англ. Yellow Devil), забрасывающий игрока своими снарядами.
- Ninja Gaiden — обозреватель описывает игру как «это как позволить паре бодибилдеров по очереди бить вас под дых — только они в масках ниндзя». Главной сложностью игры названы птицы, нападающие без предупреждения и способные легко сбросить в яму
- Punch-Out!! — указывается, что разнообразие уловок и схем атак, используемых боксёрами, требует множества проб и ошибок. И даже зная их, время на действие составляет лишь пару секунд.